# Josef Bühler

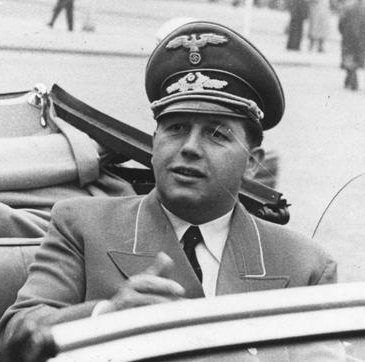
Josef Bühler (1942)

Josef Bühler (geboren 16. Februar 1904 in Waldsee; gestorben 21. August 1948 in Krakau, Polen) war ein deutscher Jurist. Bei der Regierung des Generalgouvernements in Krakau war Bühler während der Zeit des Nationalsozialismus als Staatssekretär tätig. Seit Juni 1940 war er ständiger Stellvertreter des Generalgouverneurs Hans Frank und für Verbrechen an der polnischen Bevölkerung sowie den Holocaust in Polen mitverantwortlich.

## Leben
Bühler wuchs zusammen mit elf Geschwistern in Waldsee als Sohn eines Bäckers in einer katholischen Familie auf. Er besuchte ab 1913 die Lateinschule Waldsee und ab 1919 das Studienseminar in Neuburg an der Donau. Nach dem 1922 erfolgten Abschluss des Gymnasiums absolvierte Bühler ein Studium der Rechtswissenschaft an den Universitäten München, Kiel, Erlangen und Berlin. Das Studium schloss er 1932 mit Promotion zum Dr. jur. ab. Seit dem Studium war er Mitglied und später Alter Herr der schlagenden Münchener Burschenschaft Babenbergia.
Von 1930 bis 1932 arbeitete er in der Münchner Anwaltskanzlei von Hans Frank, trat aber, angeblich aus taktischen Gründen, erst nach der Machtergreifung der Nationalsozialisten zum 1. April 1933 in die NSDAP ein (Mitgliedsnummer 1.663.751). Bühler war ab 1932 zunächst als Amtsgerichtsrat im bayrischen Justizministerium und ab Oktober 1934 als Erster Staatsanwalt im Reichsjustizministerium tätig. 1935 wurde er Oberstaatsanwalt am Oberlandesgericht München. Spätestens seit 1938 war er Leiter des Ministerialbüros von Hans Frank, dem Reichsminister ohne Geschäftsbereich. Bühler stieg Anfang Dezember 1939 bis zum Ministerialdirektor auf. Er heiratete Ende der 1930er Jahre Hedwig Almus, sie hatten zwei Töchter, die beide Lehrerinnen wurden.
Ab November 1939 war er Chef des Amtes des Generalgouverneurs Frank in Krakau, ab März 1940 dessen Staatssekretär. Bereits am 24. November 1939 stattete Bühler den Sonderbeauftragten für die Erfassung und Sicherung der Kunst- und Kulturschätze, Kajetan Mühlmann, mit den nötigen Mitteln zum Kunstraub aus. Ab Juni 1940 wurde er, zunächst vorläufig, zu Franks Stellvertreter bestellt. Bühler nahm am 16. Mai 1940 und am 20. Mai an zwei Konferenzen zur Vorbereitung der Außerordentlichen Befriedungsaktion teil, mit der der Widerstand der polnischen Intelligenz ausgeschaltet werden sollte. Am 22. August 1940 unterzeichnete Bühler eine Anweisung zur Umbenennung von Straßennamen im Generalgouvernement. In einem speziellen Rundschreiben vom 12. Januar 1942 wies Bühler die Distriktgouverneure an, von dem ihnen übertragenen Begnadigungsrecht gegenüber denjenigen Juden keinen Gebrauch zu machen, die zum Tode verurteilt worden waren, weil sie aus dem Ghetto entwichen waren.

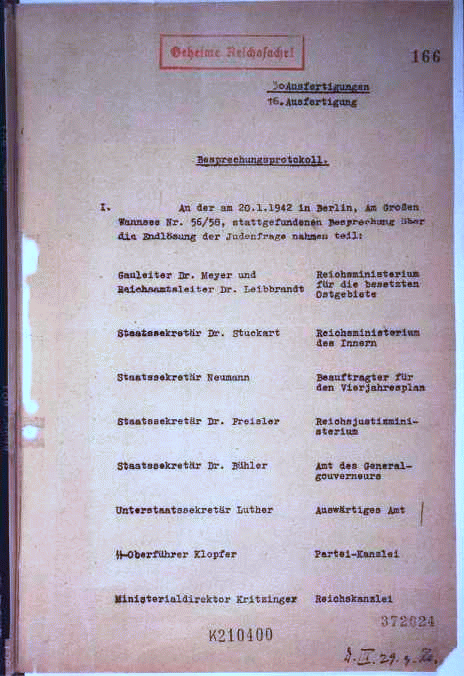
Bühler zwischen Freisler und Luther: Besprechungsprotokoll der Wannseekonferenz am 20. Januar 1942

Bühler drängte Reinhard Heydrich auf der Wannseekonferenz, mit der Endlösung der Judenfrage im Generalgouvernement zu beginnen, weil er hier keine Transportprobleme sah. Dies geht eindeutig aus dem Protokoll vom 20. Januar 1942 hervor, in dem es heißt: „Staatssekretär Dr. Bühler stelle fest, daß das Generalgouvernement es begrüßen würde, wenn mit der Endlösung dieser Frage im Generalgouvernement begonnen würde“. 1942 beteiligte sich Bühler an der Aktion Zamość bei Lublin zur Verschleppung von Polen für deutsche Siedlungen und zur Zwangsarbeit nach Deutschland.
Am 18. Januar 1945 floh Bühler aus Krakau und wurde am 30. Mai 1945 von den Amerikanern festgenommen und im Zellengefängnis Nürnberg inhaftiert. Am 23. April 1946 wurde er als Zeuge des Angeklagten Hans Frank von dessen Verteidiger Alfred Seidl vor dem Internationalen Militärgerichtshof im Nürnberger Prozess gegen die Hauptkriegsverbrecher vernommen. Bühler und Frank versuchten, den SS-Führer Friedrich-Wilhelm Krüger, der am 10. Mai 1945 in amerikanischer Gefangenschaft Selbstmord verübt hatte, für die Verbrechen in Polen verantwortlich zu machen und im Übrigen alles auf Heinrich Himmler zu schieben.
Nach seiner Zeugeneinvernahme wurde er gemäß der Moskauer Deklaration, nach der nationalsozialistische Verbrecher an den Ort ihrer Verbrechen zu überstellen waren, im Mai 1946 an Polen überstellt. Dort wurde Josef Bühler am 10. Juli 1948 durch das Oberste Nationale Tribunal zum Tode verurteilt und am 21. August im Krakauer Gefängnis Montelupich gehängt.